# Großvoigtsberg
Großvoigtsberg ist ein Ortsteil der sächsischen Stadt Großschirma im Landkreis Mittelsachsen. Er wurde am 1. März 1994 eingemeindet.

## Geografie

### Geografische Lage

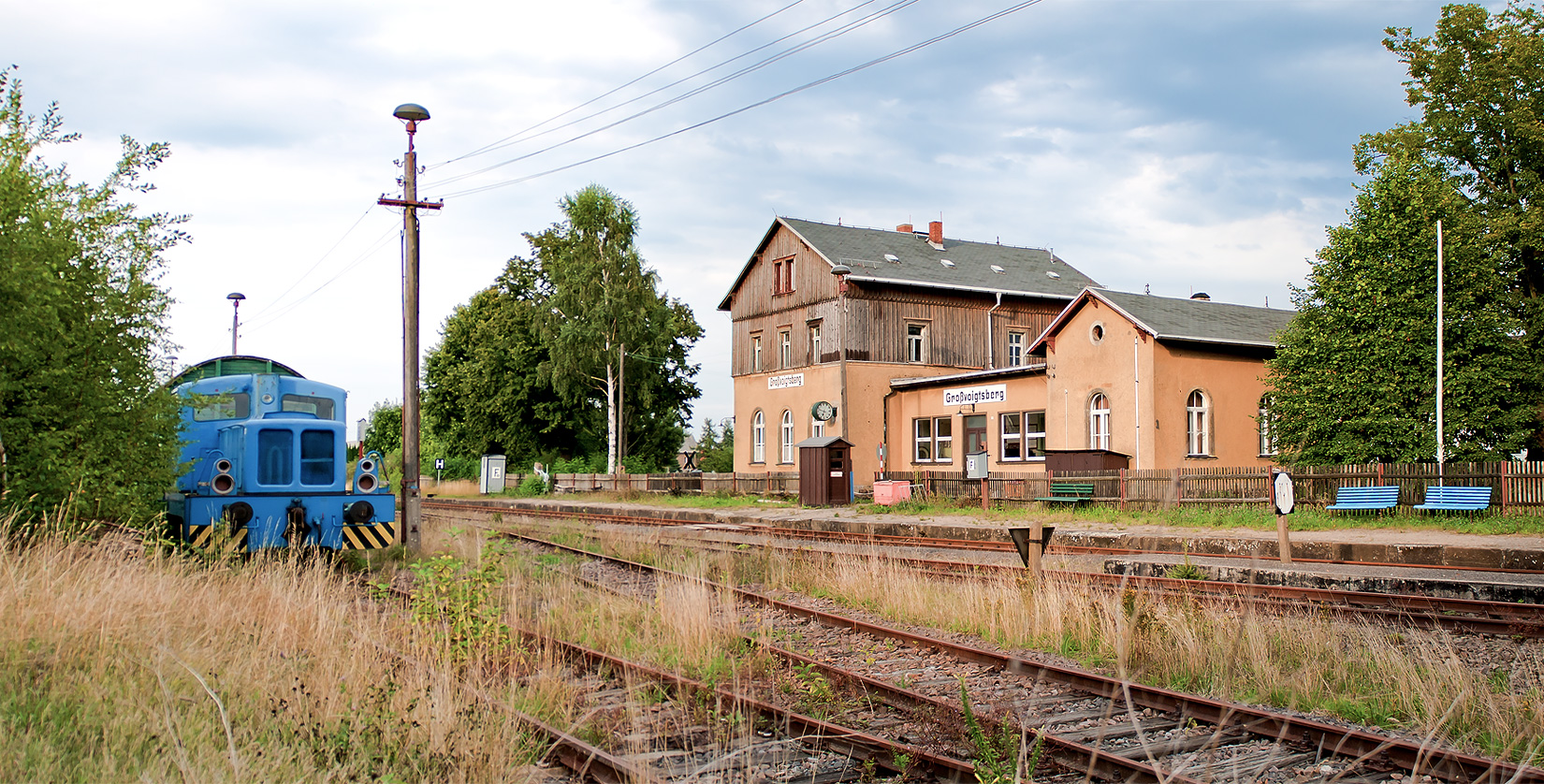
Bahnhof in Großvoigtsberg

Großvoigtsberg liegt am Nordrand des Osterzgebirges, östlich des Zellwaldes und westlich des Tals der Freiberger Mulde in einem Seitental zwischen Großschirma und Siebenlehn in einer Höhenlage zwischen 300 und 360 m ü. NN. Durch den Ort führt im Westen die Bundesstraße 101, auf der in Richtung Norden die Bundesautobahn 4, Nossen und Meißen und nach Süden Freiberg erreicht werden können.
Großvoigtsberg liegt direkt an der Zellwaldbahn, einem Abschnitt der weitestgehend stillgelegten Bahnstrecke Nossen–Moldau, an welcher der Ort auch einen Bahnhof besaß. Dieser wird heute noch museal genutzt.

### Nachbarorte
|             | Siebenlehn                                  | Obergruna       |
| Reichenbach | Kompassrose, die auf Nachbargemeinden zeigt | Kleinvoigtsberg |
|             | Großschirma                                 | Hohentanne      |

## Geschichte

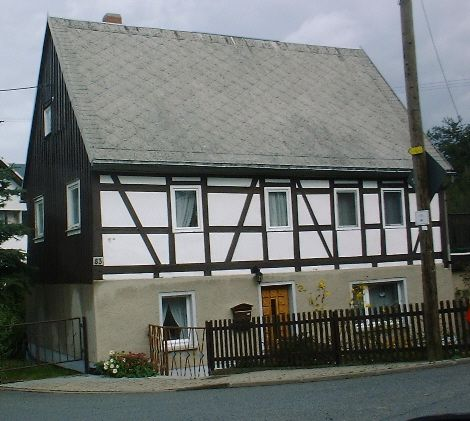
Wohnhaus in Großvoigtsberg

### Von der Ortsgründung bis 1545
Die Geburtsurkunde des Ortes stammt aus dem Jahre 1224. Doch das ist keineswegs das Gründungsdatum. Seit 1197 währte ein Grenzstreit zwischen dem Kloster Altzella und dem Ritter von Nussin (Nossen). Es ging um ein Stück des Zellwaldes und einige Dörfer. Es liegen zehn Urkunden aus den Jahren 1197, 1223, 1224, 1228, 1254 und 1263 vor. Die wertvollste ist die von 1224. Sie beinhaltet folgendes:
Um den Streit zwischen dem Kloster Altzella und den Ritter von Nossen zu beenden, wurde ein unparteiisches Schiedsgericht eingesetzt. Es bestand aus dem Landgraf Ludwig IV. von Thüringen und den Bischöfen Conrad von Hildesheim und Engelhardt von Naumburg. Am 28. November 1224 wurde in diesem Streit entschieden, dass die Dörfer Großvoigtsberg (Vogilsberg), Kleinvoigtsberg (minor Vogilsberg) und Großschirma (Scirmena) sowie das betreffende Stück des Zellwaldes zum Kloster gehören. Die Ritter von Nossen mussten alle alten Urkunden über diese Angelegenheit für nichtig erklären, die sie vormals von den Bischöfen Gerung und Bruno erhalten hatten.
Zunächst wird bewiesen, dass diese Dörfer schon vor Ausbruch des Streites 1197 bestanden. Weiter können wir annehmen, dass weder die Ritter von Nossen, noch das Kloster Altzella die Dörfer gegründet haben, denn sonst hätte man sich in diesem Streit darauf bezogen. Außerdem verbot eine bis 1208 bestehende Ordensregel der Zisterzienser den Mönchen die Anlage von Dörfern. Mithin dürften die genannten Dörfer schon vor der Klostergründung 1162–1175 bestanden haben. Ferner entnehmen wir dem Schiedsspruch von 1224, dass die Ritter von Nossen Urkunden des Bischofs Gerung besaßen, die sich auf diese Beweise bezogen. Da Bischof Gerung bereits 1170 starb, haben wir einen weiteren Beweis dafür, dass die Dörfer schon vorher bestanden haben. Wenn wir nun noch in Betracht ziehen, dass in der Urkunde über die Schenkung von 800 Hufen an das Kloster Altzella vom Jahre 1162 erwähnt wird, dass der Markgraf Otto der Reiche auf seine Kosten Lehnhufendörfer innerhalb dieses verschenkten Gebietes habe ausroden lassen, können wir den Zeitpunkt der Gründung unseres Ortes ziemlich genau festlegen. Die Gründung muss vor der Ausstellung der Urkunde 1162 erfolgt sein, aber nach dem Regierungsantritt des Markgrafen Otto. Innerhalb dieses eng begrenzten Zeitraums von sechs Jahren zwischen 1156 und 1162 dürfte also Großvoigtsberg entstanden sein. Eine frühere Gründung ist unwahrscheinlich, da einerseits der Text der Schenkungsurkunde dagegen spricht und andererseits die Region in diesem Zeitraum ziemlich gleichmäßig besiedelt wurde. Als Gründungsjahr wird 1159 angenommen, auf dieser Grundlage wurden in der Vergangenheit die Heimatfeste veranstaltet.
Die Feudalherren waren an der Gründung von Dörfern auf ihrem Gebiet interessiert, da der Wert dieses Gebietes gesteigert wurde und sich Einnahmen erst aus vorhandenen Bauerndörfern ergaben. Daher betrieben die Feudalherren die bäuerliche Besiedelung und gaben ihr ihre Unterstützung.
Eine Dorfgründung erfolgte etwa folgendermaßen: Der Feudalherr beauftragte einen Siedlermeister (locator), aus dem Westen Deutschlands Siedler heranzuführen. Dort hatten sich durch zahlreiche Erbteilungen bei großem Kinderreichtum der Bauern Kleinbetriebe entwickelt, die wenig Ertrag abwarfen. Drückend lagen Abgaben und Verpflichtungen auf den Bauern. Daher fanden sich viele für die Umsiedelung nach dem Osten bereit. Der Siedlermeister bevorzugte bei seiner Auswahl junge, gesunde Familien. Viele nachgeborene Bauernsöhne konnten zwar von ihren Eltern kein Land erhalten, wohl aber eine Abfindung, ein Erbteil aus Ackergeräten, Vieh, Saatgut und anderen brauchbaren Dingen bestehend. Der Siedlermeister war meist im späten Herbst nach Westen gereist, hatte im Winter seinen Treck zusammengestellt, und im zeitigen Frühjahr zog man mit Hab und Gut in die neue Heimat. Der Platz für das neue Dorf war vorher ausgewählt und abgesteckt worden. Wir sehen in unserer Gegend eine ganz systematische Anlage der Dörfer Augustusberg, Obergruna, Großvoigtsberg, Großschirma, Tuttendorf, Weigmannsdorf, Helbigsdorf usw. in den linken Nebentälern der Freiberger Mulde. Ähnliches kann man auf der rechten Muldenseite oder an anderen Flüssen verfolgen. Das Nebental führte einen Bach, dem das für Mensch und Vieh so notwendige Wasser entnommen werden konnte. Zu beiden Seiten des Baches lagen die abgesteckten Flurstücke bzw. Grundstücke, die so genannten Hufen. Dort bauten die Siedler ihre Höfe. In Richtung des noch ungerodeten Waldes lief ihr Ackerstreifen und dort am Waldrand begann dann die Rodetätigkeit, dort wurden die Streifen im Laufe der Jahrhunderte immer weiter in den Wald vorgetrieben, bis die Grenze der Ortsgemarkung erreicht war.
Dann traf man auf die Siedler des Nachbardorfes, die ihrerseits den ersteren entgegen rodeten. Anfangs blieb immer zwischen den Dörfern etwas Wald stehen. Im Laufe der Jahrhunderte verschwand aber auch dieser Grenzwald. Solch einen Ackerstreifen nannte man eine Hufe, die Größe der Hufe betrug im mittleren Sachsen durchschnittlich etwa 24 Hektar. Wenn sie vielfach bedeutend kleiner angegeben wird, so ist das wohl darauf zurückzuführen, dass zunächst das zur Verfügung stehende Ackerland sehr klein war, da ja vorerst der größere Teil des Streifens mit Wald bestanden war. Die hier beschriebene Dorfform ist unter dem Namen Waldhufendorf bekannt.
Die Siedler mussten sich zunächst ein einfaches Haus bauen, um vor der Witterung geschützt zu sein, dann mussten sie das wenige vorhandene Land bestellen und schließlich die Rodearbeiten vorantreiben. So konnten sie zumindest im ersten Jahr, manchmal auch wohl etliche Jahre, ihren Lebensunterhalt nicht selbst aufbringen, und der Feudalherr musste mit Saat- und Brotgetreide aushelfen. Freilich brachte das die Bauern von vornherein in eine starke Abhängigkeit vom Grundherren. Die Siedler waren zwar im ersten Jahre frei von Abgaben. Später, wenn diese neu gegründeten Dörfer sich gefestigt hatten, brachten sie dem Feudalherren seinen Einsatz mit viel Gewinn wieder ein. Der Siedlermeister erhielt auch seinen Lohn. In der Regel bekam er in dem Ort zwei Hufen Land, also ein doppelt so breites Stück wie die anderen Bauern. Er erhielt meist auch die Brau-, Schank- und Bankgerechtigkeit (das Recht Bier zu brauen, auszuschenken und eine Schlachterei zu unterhalten). Außerdem wurde er gewöhnlich Dorfschulze und Ortsrichter (Erb- oder Lehnrichter) für die niedere Gerichtsbarkeit, für die kleineren Vergehen. Als solcher hatte er Anspruch auf 1/3 der eingehenden Strafgelder. Das Amt war an das Gut gebunden und erbte sich folglich in der Familie fort (Erbgericht). Der Siedlermeister leitete auch meist die Anlage des Dorfes, und so kam es häufig vor, dass dann der Ort nach ihm benannt wurde, wenn nicht der Grundherr selbst dem Ort seinen Namen gab. So sind die Namen Berthelsdorf (Bertholdsdorf), Bräunsdorf (Brunodorf), Erbisdorf (Erlwinsdorf) u. a. zu erklären. Das trifft jedoch bei Großvoigtsberg nicht zu, denn aus dem Ortsnamen lässt sich zwar kein Vorname, allerdings eine Berufs- oder Amtsbezeichnung ableiten.
In älteren Darstellungen findet man zuweilen die Annahme, dass ein Voigt hier gesessen habe. Die Feudalherren übten auf ihrem Grundbesitz selbst die Gerichtsbarkeit aus. Der Abt des Klosters durfte dies jedoch noch, da damals seinem geistlichen Stand durch die kirchlichen Gebote die Ausübung eines Richteramtes verboten war. Daher wurde bei kirchlichen Besitzungen meist ein besonderer Gerichtsherr eingesetzt, das war der Voigt. Da Großvoigtsberg zum Kloster gehörte, konnte man in Großvoigtsberg den ehemaligen Sitz eines Voigtes vermuten – wenn nicht bekannt wäre, dass das markgräfliche Haus sich die Voigtei über das Gebiet des Klosters Zelle selbst vorbehielt. Also muss diese Ortsnamendeutung als irrig zurückgewiesen werden. Wahrscheinlich gaben die ersten Siedler dem Ort einen Namen, der an die alte Heimat erinnert. Viele solche Ortsnamen findet man in Hessen, Schwaben oder Württemberg wieder. Nehmen wir doch mal an, die Vorfahren stammten vom Vogelsberg in Hessen, so können wir eine bedeutende Ähnlichkeit in der Schreibweise erkennen, denn der Ortsname tritt in Urkunden wie folgt auf:
- 1224: Vogilsberg

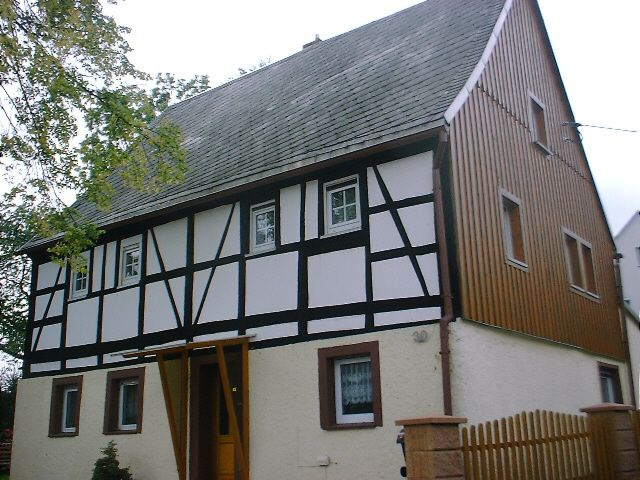
Weiteres Beispiel eines Wohnhauses in Großvoigtsberg

- 1234: minor Vogilsberg (Kleinvoigtsberg)
- 1382: von dem Vogilsberge
- 1447: Foilsberg
- 1482: Voelsberg
- 1530: Groß Voytsbergk
- 1544: Groß- und Kleinvoigtsberg

Die Bedeutung des Namens kann als Bergsiedlung mit reichem Vogelflug angegeben werden.
Die Namen Vogilsberg und Minor Vogilsberg lassen erkennen, dass Großvoigtsberg das ältere ist. Aus der Dorfanlage und der kleinen Gemeindeflur von Kleinvoigtsberg kann man schließen, dass dieser Ort nicht bei der großen Besiedelung unserer Gegend angelegt wurde, sondern erst einige Jahrzehnte später vielleicht als Restrodung entstanden ist, wobei die Ortsgründer durchaus nicht vom Vogelsberg stammen brauchen, denn da der Ort am Rande von Großvoigtsberg entstand, kann er von diesem den Namen angenommen haben. Zusammenfassend können wir von der Gründung unseres Heimatdorfes mit ziemlicher Bestimmtheit annehmen, dass hessische Siedler in der Zeit von 1156 bis 1162 unseren Ort als Waldhufendorf im Auftrag und mit Unterstützung des Markgrafen Otto gründeten.
1162, kurz nach seiner Gründung, wurde das Dorf mit der 800-Hufen-Schenkung dem neugestifteten Kloster Zelle übereignet, zu dem es bis 1545 gehörte.

### 1545 bis zur Gegenwart

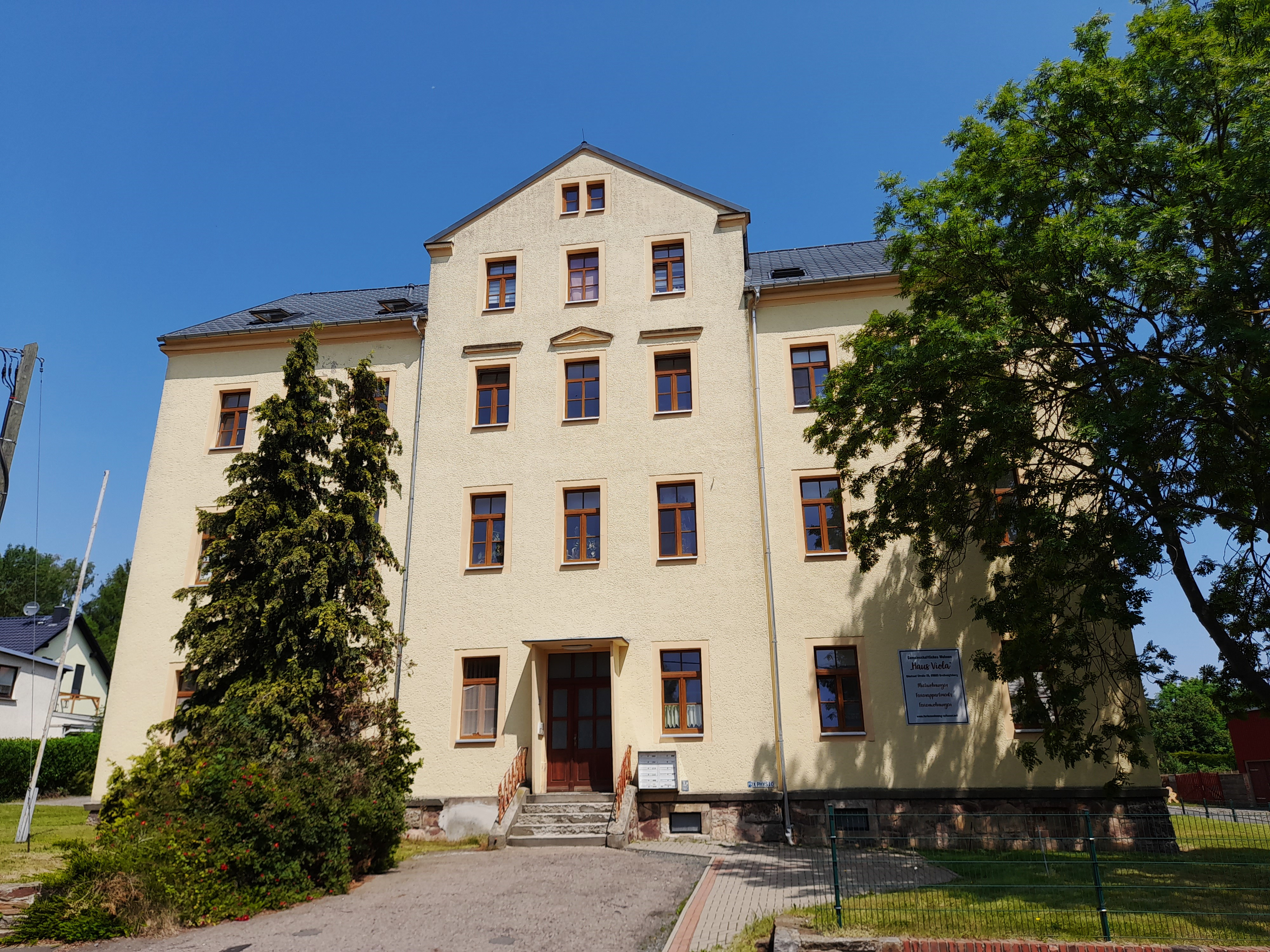
Ehemalige Schule Großvoigtsberg

Mit Einführung der Reformation und der Säkularisation des Klosters Altzella kam Großvoigtsberg zum Amt Nossen, wurde jedoch 1562 vom sächsischen Kurfürsten Moritz seinem Kanzler Ulrich von Mordeisen für treue Dienste als Lehen übereignet. Aus dessen Erbe kam es an den Kurfürsten Christian I., wodurch es um 1590 als Amtsdorf wiederum bis 1856 im kursächsischen bzw. königlich-sächsischen Amt Nossen gehörte. In Großvoigtsberg wurden 1669–1709 Hexenverfolgungen durchgeführt: Fünf Personen gerieten in Hexenprozesse, ihr Schicksal ist unbekannt.
Ab 1856 gehörte der Ort zum Gerichtsamt Nossen und ab 1875 zur Amtshauptmannschaft Freiberg. Durch die zweite Kreisreform in der DDR kam Großvoigtsberg im Jahr 1952 zum Kreis Freiberg im Bezirk Chemnitz (1953 in Bezirk Karl-Marx-Stadt umbenannt), der ab 1990 als sächsischer Landkreis Freiberg fortgeführt wurde.
Zum 1. März 1994 wurde Großvoigtsberg nach Großschirma eingemeindet. Seit 2008 gehört Großvoigtsberg zum Landkreis Mittelsachsen.

### Einwohnerentwicklung
| Jahr | Einwohnerzahl                                      |
| ---- | -------------------------------------------------- |
| 1552 | 27 besessene Mann, 13 Häusler, 57 Inwohner         |
| 1764 | 33 besessene Mann, 18 Gärtner, 9 Häusler, 25 Hufen |
| 1834 | 919                                                |
| 1871 | 1143                                               |
| 1890 | 1271                                               |

| Jahr | Einwohnerzahl |
| ---- | ------------- |
| 1910 | 907           |
| 1925 | 855           |
| 1933 | 848           |
| 1939 | 862           |
| 1946 | 1184          |

| Jahr | Einwohnerzahl |
| ---- | ------------- |
| 1950 | 1119          |
| 1964 | 986           |
| 1990 | 706           |
| 2010 | 678           |
| 2012 | 666           |

| Jahr | Einwohnerzahl |
| ---- | ------------- |
| 2020 | 683           |

### Bergbau

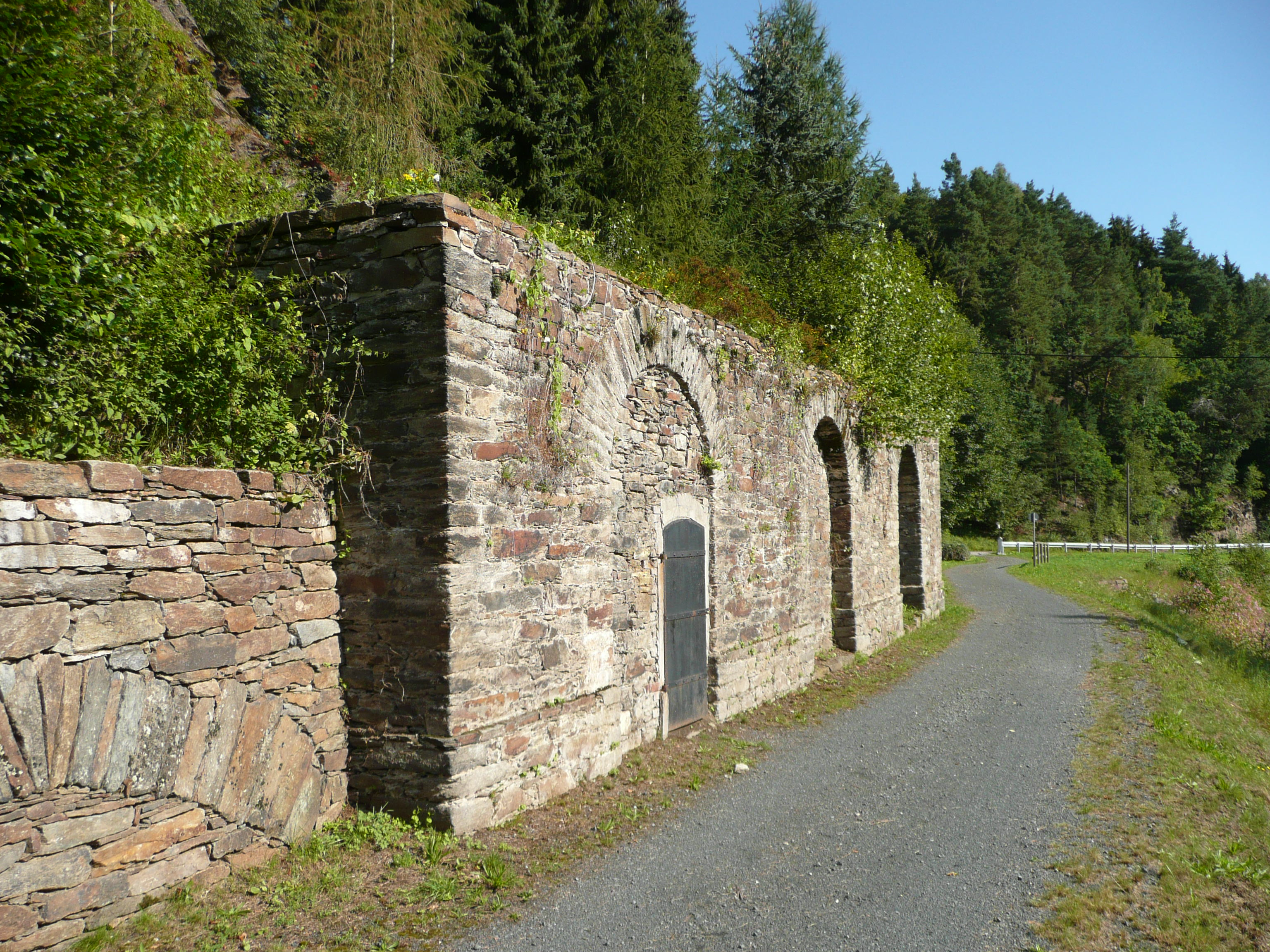
Kahnhebehaus bei Großvoigtsberg – unterer Endpunkt des Christbescherunger Bergwerkskanal

Die ältesten vorhandenen Unterlagen über Bergbau in Großvoigtsberg stammen aus dem 18. Jahrhundert. Er erfolgte zuerst in Eigenlehnerzechen. Diese Gruben wurden dann oft als Familienunternehmen betrieben. Solche Eigenlehnerzechen bestanden in Groß- und Kleinvoigtsberg in den Jahren:
| - 1714 Christbescherung Erbstolln - 1732 Geduldige Gesellschaft Erbstolln - 1732 Hoffnung Gottes Erbstolln - 1737 Ursula Erbst (Kl. Flur) - 1737 Aaron Erbstolln - 1738 Löser Erbstolln - 1738 Hohhnung Gottes Erbstolln - 1741 Alte Hoffnung Gottes Erbstolln (Kleinvoigtsberg) | - 1750 Junge Hoffnung Erbstolln (Kleinvoigtsberg) - 1752 Joseph Erbstollen (Kleinvoigtsberg) - 1756 Friedliebende Gesellschaft Erbstolln - 1765 Dorothea Erbstolln - 1787 Aler Grauer Wolf Erbstolln (im Zellwald) - 1791 Beständigkeit Erbstolln (Kleinvoigtsberg) - 1826 Gottes Stolln |

In Hohentanne bestanden:
| - 1687 Georgen Fundgrube - 1730 Peter Erbstolln - 1746 Gottes Segen Schönbach Hoffnung Erbstolln - 1748 Haustein Erbstolln - 1751 Treugott Erbstolln | - 1770 Gott vertrauter Daniel Erbstolln - 1771 Grüne Birke Fundgrube - 1771 Neuer Glücksstern Erbstolln - 1781 Bergmännische Hoffnung Erbstolln - 1819 Beckerts Glück Erbstolln |

Unter den aufgeführten Eigenlehnzechen sind auch welche. die sich zur Gewerkschaftsgrube entwickelten, so auch die beiden großen Gruben unserer Heimat, Alte Hoffnung Gottes in Kleinvoigtsberg und Christbeschehrung Erbstolln in Großvoigtsberg. Von letzterer liegen die Betriebskarten seit 1856 vor, die Grube brachte jedoch schon seit 1833 Ausbeute. Im Jahre 1759 waren 43 Mann beschäftigt und zwar 1 Schichtmeister, 1 Steiger, 2 Zimmerlinge, 1 Ganghäuer (auch Gängesteiger genannt), 4 Doppelhäuer, 11 Lehrhäuer, 12 Poch- und Wäschearbeiter, 4 Bergknechte, 4 Grubenjungen und 3 Ausschläger.
Um den Erztransport zur Weiterverarbeitung in der Hütte Halsbrücke zu effektivieren, wurde 1790–92 der Christbescherunger Bergwerkskanal angelegt, auf welchem das Erz mit Kähnen transportiert wurde.

## Wirtschaft
Landmaschinenhersteller Ralle Landmaschinen.

## Persönlichkeiten
- Heinrich Moritz Reichelt (1813–1886), Markscheider, Lehrer
- Otto Rühle (1874–1943), Politiker und Schriftsteller, wurde in Großvoigtsberg geboren
- Kurt Göhler (1922–1988), Politiker (DBD)